# Lloyd Lionel Gaines
Lloyd Lionel Gaines (nascido em 1911 - desaparecido em 19 de março de 1939) foi o autor da ação Gaines v. Canada (1938), um dos primeiros casos judiciais mais importantes do movimento pelos direitos civis do século XX. Depois de ter sua admissão negada na Escola de Direito da Universidade de Missouri por ser afro-americano e recusar a oferta da universidade de pagar para ele frequentar a faculdade de direito de um estado vizinho que não tinha restrição racial, Gaines entrou com uma ação. A Suprema Corte finalmente decidiu a seu favor, sustentando que a doutrina separado, mas igual, exigia que o Missouri o admitisse ou criasse uma faculdade de direito separada para estudantes negros.